# Kardialgi
Kardialgi, av grekiskans kardi som betyder hjärta, och algi, härlett från grekiskans ἄλγος (algos) som betyder smärta, avser smärtor i hjärttrakten eller kramp i övre magmunnen. Jämför bröstsmärta.
Kardialgi förknippas i första hand med hjärtsjukdomar, som även kan ge refererad smärta. Dock förekommer också smärta vid hjärttrakten vid andning hos barn och unga (och ibland vuxna) som ett vanligt symtom på precordial catch syndrome, en ofarlig muskuloskeletal sjukdom.